# Negócio social
Negócio social, da forma como o termo é comumente usado, foi definido a princípio pelo Nobel da Paz Prof. Muhammad Yunus e é descrito em seus livros Creating a world without poverty—Social Business and the future of capitalism e Building Social Business—The new kind of capitalism that serves humanity's most pressing needs. Várias organizações com as quais ele está envolvido ativamente promovem e incubam negócios sociais. Isto inclui o Yunus Centre em Bangladesh, o Yunus Social Business Centre University of Florence, o Grameen Creative Lab na Alemanha, e o Social Business Earth.
Na definição de Yunus, um negócio social é uma empresa sem perdas nem dividendos, projetada para atingir um objetivo social dentro do mercado altamente regulado de hoje. É diferente de uma organização sem fins lucrativos porque o negócio deve buscar gerar um lucro modesto, mas este será usado para expandir o alcance da empresa, melhorar o produto ou serviço ou de outras maneiras que subsidiem a missão social.
Na verdade, uma definição mais ampla de negócio social é possível, incluindo qualquer negócio que possui um objetivo social e não financeiro.

## Negócios Sociais em Portugal
Em Portugal os negócios sociais tiveram um grande crescimento de notoriedade desde 2011 com a criação e incubação do Projeto Marias na instituição Pressley Ridge e com o apoio do Social Lab da Fundação EDP . Desde então foram experimentadas diversas ideias e diferentes formas estruturais de negócio de forma a tornar os negócios sociais auto-suficientes em termos financeiros. O desafio não tem sido simples e o projeto que se tem destacado tem sido o SPEAK, co-criado pela Associação Fazer Avançar e Social Lab da Fundação EDP, um projeto de integração de imigrantes através da quebra da barreira linguística e da criação de pontos de encontro sociais. Este projeto, iniciado em 2012, é desde Julho de 2014 um projeto auto-sustentável por ter atingido o breakeven.

## Desambiguação: Negócio social, Empreendimento social e Modelo de negócio social
Um conceito mais comumente usado e melhor compreendido é o relacionado ao modelo de Empreendimento social. Este termo descreve amplamente qualquer 'atividade comercial realizada por organizações com mentalidade social'. Instituições de caridade podem iniciar empreendimentos sociais de modo a gerar fundos, em particular lojas de produtos relacionados; um modelo de empreendimento social pode também ser usado para prover suporte à contratação para as organizações que possuírem barreiras relacionadas ao trabalho. Negócio social é, portanto, um subconjunto de empreendimento social, com a especificidade que, enquanto um empreendimento social pode ser sustentado por filantropia ou pelo governo, um verdadeiro negócio social deve ser auto-suficiente.
Outra variante é o modelo de negócio social, um termo aplicado a negócios que adotaram ferramentas e práticas de redes sociais para funções internas e externas através de suas organizações.

## Protótipo
No livro de Yunus Creating a World without Poverty—Social Business and the Future of Capitalism, dois diferentes tipos de negócios sociais são propostos:
- Um negócio social do Tipo 1 é focado em prover um produto e/ou serviço com um objetivo social, ético ou ambiental específico. Um exemplo proeminente é o Grameen Danone.
- Um negócio social do Tipo 2 é um negócio orientado a lucro que é de propriedade dos pobres ou outras partes desprivilegiadas da sociedade, que podem ganhar através do recebimento de dividendos diretos ou por benefícios indiretos. Grameen Bank, sendo de propriedade dos pobres, é o exemplo maior deste tipo, embora também seja classificado como um negócio social do Tipo 1.

Grameen Danone, que é um protótipo de negócio social de Yunus, foi lançado em 2005. Sua missão social é atingir a desnutrição em Bangladesh, ao prover produtos, como iogurtes, contendo vários dos nutrientes que faltam na dieta de crianças pobres, e prover esses produtos a um preço acessível a todos. O Grameen Danone recebeu investimentos iniciais e apoio técnico da empresa de laticínios Danone, e a credibilidade da famosa empresa de microcrédito de Yunus, o  Grameen Bank.

## Ideia
O Professor Muhammad Yunus, um conhecido defensor do modelo de negócio social, argumenta que o capitalismo é definido de forma muito limitada. O conceito do indivíduo como focado apenas em maximizar lucros ignora outros aspectos da vida. As falhas desses sistema em atingir necessidades vitais, que são comumente referidas como falhas de mercado, são na verdade falhas conceituais, i.e. falhas em capturar a essência de um ser humano na teoria econômica ao limitar a humanidade ao homo economicus.
Yunus postula um novo mundo de negócios, em que a empreendimentos baseados na maximização de lucros e baseados na maximização de benefício social coexistem. Em adição a isto, um negócio social operaria de forma similar a um negócio maximizador de lucro ao também crescer financeiramente e ganhar lucros. A única diferença é que os stakeholders e investidores da empresa apenas reacumulariam seus investimentos iniciais, ao invés de receber dividendos. Ele chama a isto de negócio social.
Ingredientes-chave para o sucesso da abordagem são educação, instituições que tornem negócios sociais visíveis no mercado, agências de avaliação, ferramentas de medição de impacto, indicadores para entender qual negócio social está fazendo mais e/ou melhor do que outros negócios sociais de modo que investidores sociais sejam guiados corretamente. A indústria irá precisar de seu próprio Wall Street Journal social e também um Financial Times social.
Dessa maneira, um negócio social é movido a gerar mudanças ao redor enquanto busca sustentabilidade. Embora através de uma perspectiva estritamente maximizadora de lucros pareça inapropriado buscar um objetivo diferente de lucro, o alvo de um negócio social é atingir certos objetivos sociais e ambientais. Nesta perspectiva, um negócio social pode também ser entendido como uma ONG que busca negócios, e que (eventualmente) será financeiramente auto-suficiente.
Um negócio social é um negócio orientado a causa. Em um negócio social, os investidores e donos podem gradualmente recuperar o dinheiro investido, mas não podem adquirir nenhum dividendo além desse ponto. O propósito do investimento é puramente atingir um ou mais objetivos sociais através da operação da empresa, uma vez que nenhum ganho monetário pessoal é desejado pelos investidores. A empresa deve cobrir todos os custos e gerar receita, mas ao mesmo tempo atingir o objetivo social.
O impacto do negócio nas pessoas ou no meio-ambiente, ao contrário da quantidade de lucro gerado em dado período, é o que mede o sucesso de um negócio social. A sustentabilidade da empresa indica que ela está funcionando como um negócio.

## Sete Princípios dos Negócios Sociais
Estes foram desenvolvidos pelo Prof. Muhammad Yunus e Hans Reitz, o co-fundador do Grameen Creative Lab:
- O objetivo do negócio é superar a pobreza ou um ou mais problemas (tais como educação, saúde, acesso a tecnologia, e meio-ambiente) que ameaçam as pessoas e a sociedade e não maximixação de lucro.
- Sustentabilidade econômica e financeira.
- Investidores recebem de volta apenas a quantia que investiram; nenhum dividendo é dado além dessa quantia
- Quando a quantia investida é devolvida, o lucro da empresa permanece nela para expansão e melhoria
- Consciência ambiental
- A mão-de-obra envolvida recebe remuneração de mercado, com melhores condições de trabalho
- Faça com alegria